# كلود جوردن
كلود جوردن (بالفرنسية: Alexis Jordan )‏ (و. 1814 – 1897 م) هو عالم نبات، من فرنسا، ولد في ليون، توفي في ليون، عن عمر يناهز 83 عاماً